# 黑頭奇鶥
黑頭奇鶥（学名：Heterophasia desgodinsi），是画眉科奇鹛属的一种，分布于缅甸、老挝、中国大陆和越南。该物种的保护状况被评为无危。
黑頭奇鶥的栖息地为亚热带或热带的湿润山地林。